# Titularbistum Andravida
Andravida ist ein Titularbistum der römisch-katholischen Kirche. 
Es geht zurück auf ein früheres Bistum in der griechischen Stadt Andravida.
| Titularbischöfe von Andravida |                        |                                                      |                   |                  |
| Nr.                           | Name                   | Amt                                                  | von               | bis              |
| 1                             | Claude de La Barre OFM | Weihbischof in Besançon (Königreich Frankreich)      | 4. Juli 1616      | 16. Oktober 1629 |
| 2                             | Philippe Paternay OM   | Weihbischof in Besançon (Frankreich)                 | 10. November 1631 | 1639             |
| 3                             | Joseph Saulnier OSB    | Weihbischof in Besançon (Königreich Frankreich)      | 16. April 1640    | 25. April 1681   |
| 4                             | Charles Turcotti SJ    | Apostolischer Vikar von Kweichow (Kaiserreich China) | 20. Oktober 1696  |                  |